# Злотово (Хойницький повіт)
Злотово (пол. Złotowo, нім. Czersker Mühle) — село в Польщі, у гміні Черськ Хойницького повіту Поморського воєводства.
Населення — 781 особа (2011).
У 1975-1998 роках село належало до Бидгощського воєводства.

## Демографія
Демографічна структура станом на 31 березня 2011 року:
|          | Загалом | Допрацездатний вік | Працездатний вік | Постпрацездатний вік |
| -------- | ------- | ------------------ | ---------------- | -------------------- |
| Чоловіки | 402     | 107                | 258              | 37                   |
| Жінки    | 379     | 91                 | 217              | 71                   |
| Разом    | 781     | 198                | 475              | 108                  |